# Devítiobloukový most (Hortobágy)

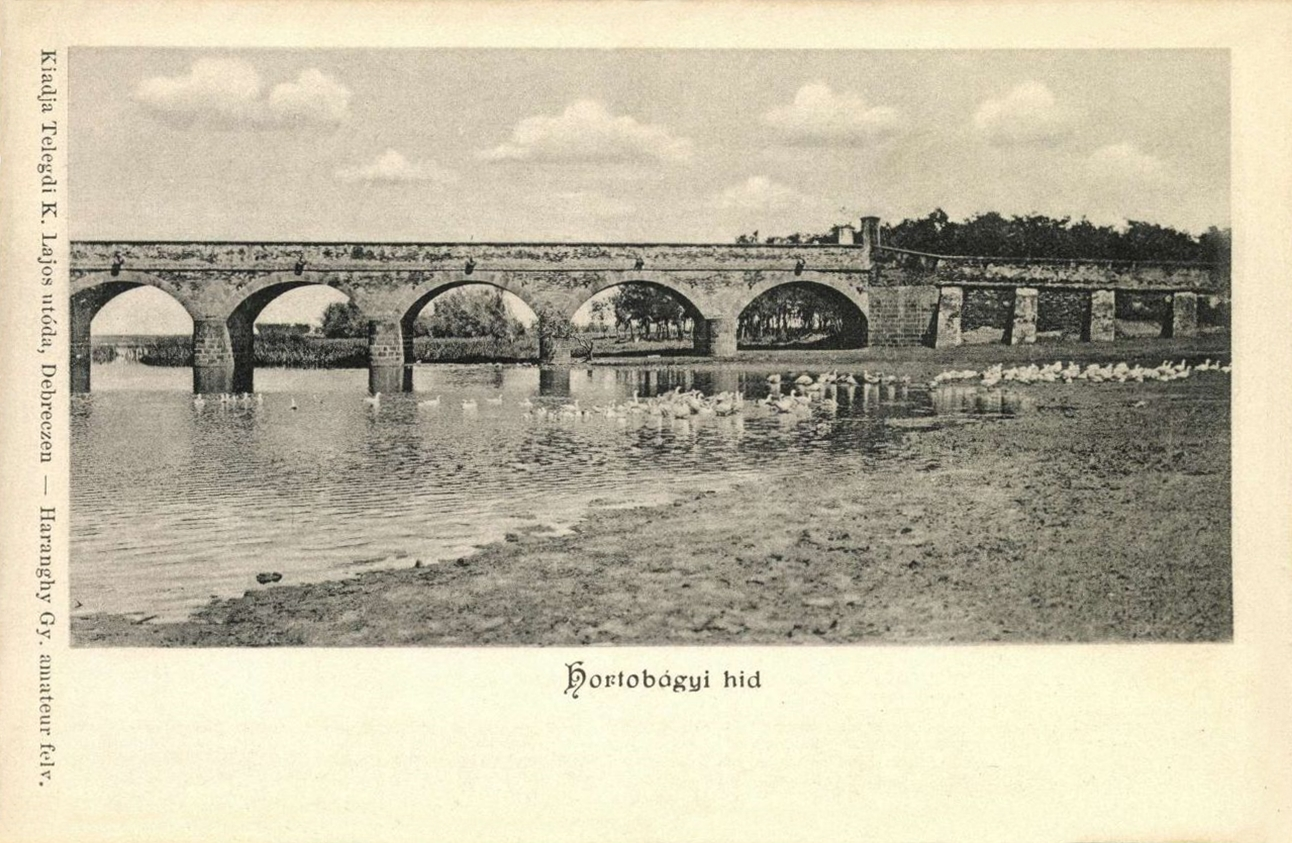
Most na historické pohlednici.

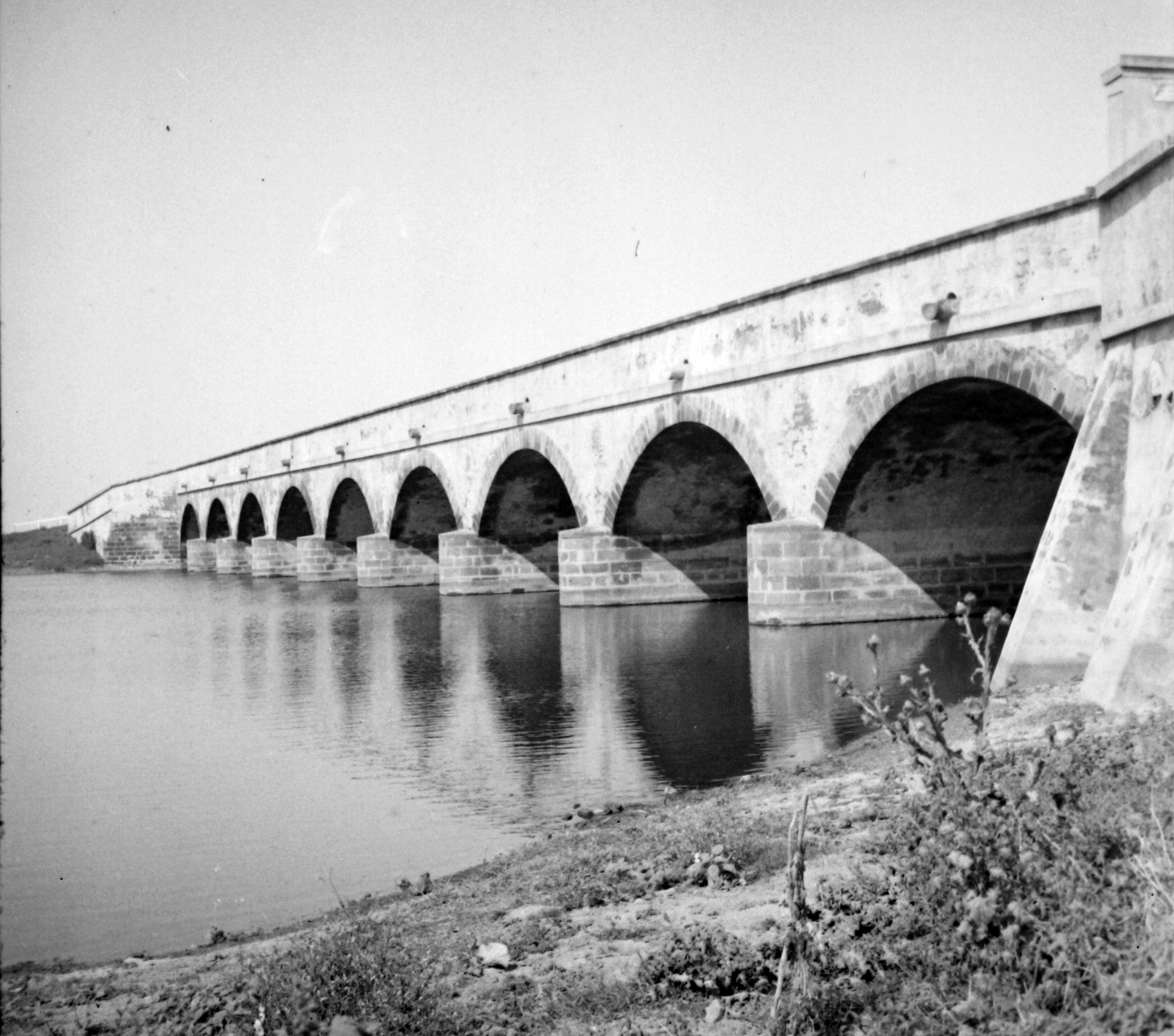
Most na historické fotografii z FORTEPANu.

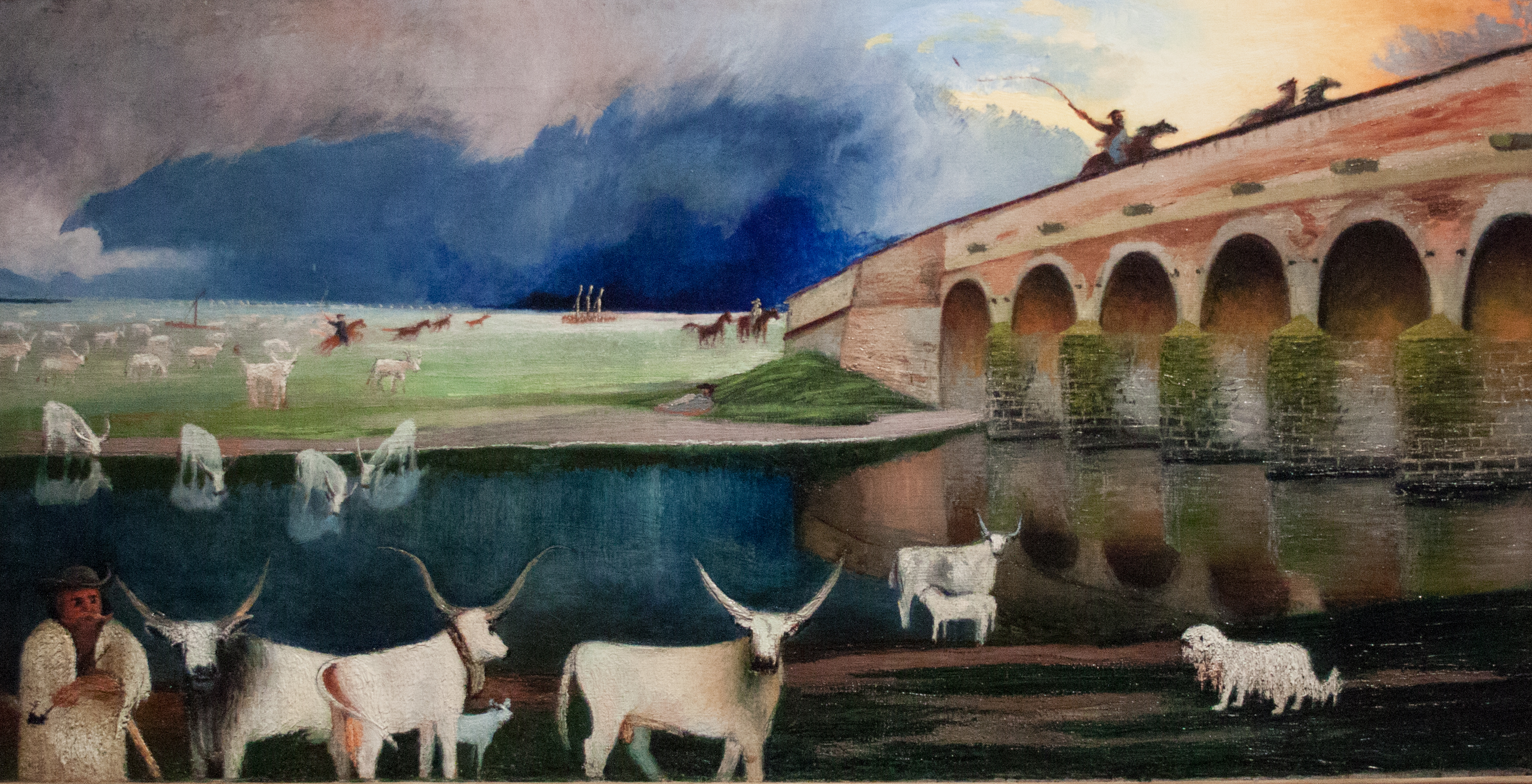
Most na obraze Tivadara Kosztky Csontváryho.

Devítiobloukový most (maďarsky Kilenclyukú híd) je kamenný silniční most v maďarské obci Hortobágy, který byl postaven v letech 1827–1833 v neoklasicistním stylu. Vznikl podle projektu, který vypracoval Ferenc Povolny. Překonává vodní tok stejného názvu v místě, kde má řeka bažinaté a nepevné břehy. Most leží zhruba 40 km od Debrecína. 
Po historickém mostě dnes vede maďarská silnice č. 33. Je památkově chráněný a také symbolem národního parku ve kterém se nachází.

## Konstrukce mostu
Vzdálenost mezi konci na obou stranách řeky byla 92,13 m a celková délka 167,3 m. Most usnadnil přechod dobytka přes pusztu. Ferenc Povolný navrhl rozšířené přístupy k mostu. Hnané stádo tak mohlo snáze být nasměrováno na úzkou vozovku mostu, aniž by hrozil pád dobytka do řeky.
Na příjezdu mostu se nachází čtyři sloupy, na jednom z nich jsou umístěny pamětní desky připomínající okolnosti vzniku stavby.

## Historie
Most byl postaven na místě starého dřevěného mostu, který zde stál již od 14. století, ale který se kvůli hustému provozu rychle opotřebovával a po čase přestal vyhovovat. Již v roce 1697 byl v těžce použitelném stavu. Musel se stále častěji opravovat a na jeho údržbu bylo potřeba více peněz. Most potřebovali všichni; mimo jiné jej využívali majitelé stád dobytka z Debrecína, kteří jej po tomto mostě přeháněli během povodní na řece Tise do Szolnoku a odtud do Vídně. Pastevci se často vyhýbali placení cla a neohlašovali počet zvířat, která přešla přes most, nebo ho ohlašovali nepřesně. Aby se tomu zabránilo, umístili zástupci města Debrecína na most v Hortobágy stálou stráž.
V roce 1825 se debrecínské úřady rozhodly starý most zbourat a postavit nový kamenný. Roku 1827 vyzvala městská rada tři místní stavitele, aby vypracovali projekt a zároveň sestavili rozpočet na stavbu nového mostu. Mistři pak předložili své nabídky ve veřejné soutěži (ústní konkurz), z nichž rada uznala jako nejlepší Ference Povolného. Stavba byla zahájena v roce 1827 a dokončena v roce 1833. Starý dřevěný most byl zbourán. Původní plány nového kamenného mostu se nicméně do současnosti nedochovaly.
Stavba kamenného mostu se neobešla bez překážek. V prosinci 1827 Maďarská královská komora stavbu zastavila a vyzvala debrecínské úřady k úpravě projektu, protože se domnívala, že je třeba zvýšit průtok. Povolení k pokračování stavby bylo uděleno v srpnu 1828 a Maďarská královská komora navíc přispěla na stavbu více než 10 000 forintů ve směnkách. V roce 1831 se začaly stavět jednotlivé oblouky mostu, ale místní písek se ukázal být pro stavbu nepoužitelný. Tato skutečnost zhoršila vztahy mezi stavbyvedoucím a kameníky. Veškerý potřebný kámen byl na místo dodán v roce 1832. Problémy způsobilo kamení potřebné k vydláždění vozovky. Náhodou se k ní dostal tokajský vinař Ferenc Boronkai, který měl na své vinici malý lom, z něhož se vyráběly vynikající dlažební kostky. Město Debrecín od něj koupilo potřebné množství 40 sáhů krychlových. Přeprava tokajského kamene neproběhla šťastně. Tokajský podnikatel naložil 14 kubíků na loď, která se potopila ještě v tokajském přístavu. Na jaře 1833 byly prováděny práce na dláždění vozovky, ale protože tato práce byla provedena neodborně, musel být povrch odstraněn. S velkými obtížemi bylo dláždění vozovky dokončeno dne 24. srpna 1833.
Ve své době se jednalo o nejdelší silniční most v Uherském království.
V uplynulých staletích mostní konstrukce nebyla nepoškozena. Počátkem 80. let 20. století byly kvůli poškození povrchu vypracovány návrhy na rekonstrukci. Modernizace proběhla v letech 1981–1983.
V roce 2009 byl most zrekonstruován v souvislosti se zápisem národního parku na seznam světového dědictví UNESCO v roce 1999. Rozsah prováděných prací se nedotkl flóry a fauny národního parku Hortobágy.
V roce 2015 byl jižně od současného postaven most pro cyklisty, který umožňuje na Devítiobloukový most unikátní výhled.
Roku 2021 probíhaly na mostě sanační práce. Provoz byl tehdy částečně omezen do jednoho pruhu. Obnovu iniciovalo maďarské ministerstvo inovací a technologií.
Roku 2023 se uskutečnil při příležitosti 190. výročí od dokončení mostu v Hortobágy festival.

## Hídi vásár
Největší událostí v obci je proslulý "mostní jarmark" Hídi vásár, který se koná každoročně 20. srpna a na němž předvádějí své umění zástupci všech tradičních řemesel. V dobách před založením obce zde byl pouze most přes řeku Hortobágy a hostinec s kočárovnou. Současníci ztotožnili veletrh, který se zde konal, s největším mostem na Velké dunajské nížině a pojmenovali ho po něm mostní veletrh – hídi vásár.
Původní trh byl v Debrecíně. Po jeho zrušení byl trh hlavně se zvířaty obnoven v Hortobágy na začátku 19. století. První trhy, od roku 1825, byly s koňmi a až v od roku 1846, kdy proběhla výstava dobytka, se obchodovalo i s dobytkem. Největšího rozmachu měly trhy na konci 18. a začátku 19. století. K trhu se zvířaty se postupně přidal i trh řemeslných výrobků. Před druhou světovou válkou trhy ustaly a byly obnoveny až v roce 1960. Trh s hospodářskými zvířaty byl zákonem zakázán. V roce 2023 se v souvislosti s rekonstrukcí odehrál trh na jiném místě.

## V umění
Most namaloval maďarský malíř Tivadar Kosztka Csontváry v obraze Bouře nad Hortobágy.
S mostem je spojená pověst, v níž se známý uherský psanec Sándor Rózsa se pokoušel utéci z vesnice Hortobágy, když se k ní blížili četníci. Protože však byla řeka rozvodněná, neměl žádnou cestu. Devět milenců si však stouplo do řeky a on s jejich pomocí řeku překonal. Podle jiné má devět oblouků proto, že má obec Hortobágy devět písmen.
S mostem je také spojena řada maďarských lidových písní z regionu.